# KVV Coxyde
KVV Coxyde was een Belgische voetbalclub uit Koksijde. De club was aangesloten bij de KBVB met stamnummer 1934 en had blauw als clubkleur. Coxyde had als thuisbasis het Henri Houtsaegerstadion. In 2020 werd de ploeg opgeslorpt door KVV Oostduinkerke en heet vanaf dan KV Koksijde-Oostduinkerke.

## Geschiedenis
De club werd opgericht in 1934 en bleef steeds in de provinciale reeksen spelen. In het seizoen 2007/08 werd Coxyde kampioen in Eerste Provinciale in West-Vlaanderen, en promoveerde zo voor het eerst in zijn bestaan naar de nationale reeksen.
In het seizoen 2008/09, het eerste in Vierde Klasse werd Coxyde meteen kampioen en promoveerde zo voor het eerst in zijn geschiedenis naar Derde Klasse. Dat seizoen streed Coxyde meteen opnieuw mee in bovenste regionen. Het kreeg echter een zware klap te verwerken toen de 44-jarige trainer Jan Merlevede op 5 april 2009 onverwacht overleed. Enkele weken nadien mocht Coxyde toch de titel vieren: het promoveerde naar Derde Klasse.
In het seizoen 2010/11 kwalificeerde Coxyde zich voor de zesde ronde van de Beker van België, waar het werd uitgeschakeld door KRC Genk. Ook tijdens het seizoen 2012/13 mocht Coxyde het in de Beker opnemen tegen een eersteklasser. In 2014/15 bereikte men in de Beker de achtste finale, waar men werd uitgeschakeld door Cercle Brugge. Coxyde behaalde dat seizoen de titel in Derde Klasse A, en stootte zo in 2015 voor het eerst door naar Tweede Klasse. Na een zeventiende plaats degradeerde de club naar de nieuwe Eerste klasse amateurs.
In 2017 besloot KVV Coxyde om het seizoen 2017-2018 niet aan te vatten met een eerste ploeg.
Twee jaar later ging Coxyde de fusie aan met KVV Oostduinkerke onder het stamnummer van Oostduinkerke.

## Resultaten
| Seizoen | Klasse | Klasse | Klasse | Klasse | Klasse | Klasse | Klasse | Klasse | Klasse | Reeks                                                    | Punten                                                   | Opmerkingen                                                               |                                                          |
|         | I      | I      | II     | III    | IV     | P.I    | P.II   | P.III  | P.IV   |                                                          |                                                          |                                                                           |                                                          |
| ------- | ------ | ------ | ------ | ------ | ------ | ------ | ------ | ------ | ------ | -------------------------------------------------------- | -------------------------------------------------------- | ------------------------------------------------------------------------- | -------------------------------------------------------- |
| 2004/05 |        |        |        |        |        |        | 5      |        |        | Tweede Provinciale A                                     | 54                                                       |                                                                           |                                                          |
| 2005/06 |        |        |        |        |        | 12     |        |        |        | Eerste Provinciale                                       | 35                                                       |                                                                           |                                                          |
| 2006/07 |        |        |        |        |        | 6      |        |        |        | Eerste Provinciale                                       | 48                                                       |                                                                           |                                                          |
| 2007/08 |        |        |        |        |        | 1      |        |        |        | Eerste Provinciale                                       | 69                                                       |                                                                           |                                                          |
| 2008/09 |        |        |        |        | 1      |        |        |        |        | Vierde Klasse A                                          | 61                                                       |                                                                           |                                                          |
| 2009/10 |        |        |        | 6      |        |        |        |        |        | Derde Klasse A                                           | 55                                                       |                                                                           |                                                          |
| 2010/11 |        |        |        | 4      |        |        |        |        |        | Derde Klasse A                                           | 58                                                       |                                                                           |                                                          |
| 2011/12 |        |        |        | 16     |        |        |        |        |        | Derde Klasse A                                           | 22                                                       | 7de (45 punten); 23 punten verloren na opstelling niet aangesloten speler |                                                          |
| 2012/13 |        |        |        | 9      |        |        |        |        |        | Derde Klasse A                                           | 46                                                       |                                                                           |                                                          |
| 2013/14 |        |        |        | 5      |        |        |        |        |        | Derde Klasse A                                           | 56                                                       |                                                                           |                                                          |
| 2014/15 |        |        |        | 1      |        |        |        |        |        | Derde Klasse                                             | 71                                                       |                                                                           |                                                          |
| 2015/16 |        |        | 17     |        |        |        |        |        |        | Tweede Klasse                                            | 16                                                       |                                                                           |                                                          |
|         | 1A     | 1B     | 1Am    | 2Am    | 3Am    | P.I    | P.II   | P.III  | P.IV   | Vanaf 2016/17 zijn er 3 nationale en 2 regionale niveaus | Vanaf 2016/17 zijn er 3 nationale en 2 regionale niveaus | Vanaf 2016/17 zijn er 3 nationale en 2 regionale niveaus                  | Vanaf 2016/17 zijn er 3 nationale en 2 regionale niveaus |
| 2016/17 |        |        | 14     |        |        |        |        |        |        | Eerste Klasse Am.                                        | 22                                                       |                                                                           |                                                          |
| 2017/18 |        |        |        |        |        |        |        |        |        |                                                          |                                                          | Geen team in competitie                                                   |                                                          |
| 2018/19 |        |        |        |        |        |        |        |        | 14     | Vierde Provinciale A                                     | 8                                                        | Heropstart in Vierde provinciale                                          |                                                          |
| 2019/20 |        |        |        |        |        |        |        |        | 10     | Vierde Provinciale A                                     | 24                                                       |                                                                           |                                                          |